# 王国生 (政治家)
王 国生（おう こくせい、1956年5月 - ）は、中華人民共和国の官僚・政治家。山東省東阿県出身。中国共産党の第16大、17大、18大、19大代表。中国共産党の第17期中央候補委員。中国共産党の第18期、19期中央委員。第11期、12期、13期全国人民代表大会代表。

## 経歴
1956年5月、山東省東阿県で生まれる。文化大革命末期の1974年3月より山東省東阿県の大橋人民公社で知識青年として労働に従事。1975年6月に中国共産党入党。1976年11月に東阿県文教局へ入局した。1981年9月、山東大学科社系政治学科に入学した。1983年7月大学卒業後、中国共産党聊城地区（現在の聊城市）委員会弁公室に勤務する。1985年5月から中国共産党聊城地区委員会に勤務し、組織部副部長と部長を歴任し、1995年1月に副書記に就任。1997年12月、山東省労働庁副庁長兼党組副書記に就任。1998年6月、山東省貿易庁庁長兼党組書記、同省政府財政貿易弁公室主任に転任。
2000年1月、党務に転じて江蘇省に赴任し、8月に連雲港市党委員会書記に就任した。2001年12月、省党委員会常務委員兼宣伝部部長に転任。2004年6月、省党委員会常務委員兼組織部部長に転任。2008年4月には江蘇省党委員会副書記を兼務する。
2010年12月、湖北省党委員会副書記、省長代行、省政府党組書記に任命。
2016年6月、青海省党委員会書記に昇格。2017年1月には同省人民代表大会常務委員会主任を兼務する。
2018年3月、河南省党委員会書記に転任。2019年1月には同省人民代表大会常務委員会主任を兼務する。2021年5月に河南省党委員会書記を解任された。